# M7 Priest
Il 105 mm Howitzer Motor Carriage M7 era un semovente d'artiglieria prodotto negli Stati Uniti durante la seconda guerra mondiale. Fu impiegato anche dalle Forze Armate britanniche dove era conosciuto, per la particolare forma della postazione della mitragliatrice somigliante ad un pulpito, come Priest anche se la sua designazione ufficiale era di 105 mm SP, Priest.

## Storia
Durante la seconda guerra mondiale, la massima attenzione ai semoventi, cioè agli affusti mobili per i pezzi d'artiglieria, fu senz'altro data dalla Wehrmacht, che ne ebbe una varietà di tipi perfino eccessiva, fin dall'inizio del conflitto.

Al contrario, gli Alleati svilupparono i loro cannoni e obici semoventi in ritardo e con un numero di modelli ben inferiore.

Il primo esempio di semovente alleato fu l'installazione di un obice campale 75 mm M1897A sull'autocarro protetto semicingolato White M3, dando così vita al T12, seguito poi dal T19 armato con l'obice da 105 mm M2A1 e dal T30 armato con l'obice da 75 mm M1A1.
Questi semoventi vennero considerate soluzioni provvisorie, sia perché l'M3 Half-track non era un vero mezzo corazzato, sia perché l'impiego dell'obice da 105 mm causava allo scafo del T19 uno sforzo al limite della rottura.

Di conseguenza, nell'autunno del 1941 venne presa in considerazione l'installazione della stessa arma da 105 sullo scafo di un carro armato M3 Lee, i lavori furono ordinati alla Baldwin Locomotive Works e due prototipi, chiamati T32 HMC, costituiti da uno scafo di M3, e una casamatta a cielo aperto con un pezzo campale M2A1 da 105 mm leggermente spostato a destra.

Prima della fine del 1941 i due T32 furono inviati all'Aberdeen Proving Ground da dove uno dei prototipi venne inviato a Fort Knox per essere esaminato dall'Armored Forces Board dell'US Army.

In tre giorni di esame il responso fu positivo ma vennero richieste alcune modifiche:
- riduzione della protezione della casamatta da 19 a 13 mm.
- modifiche (limitate) al disegno di progetto.
- incremento della possibilità di brandeggio del pezzo, da 31° a 45°.

L'alzo venne invece ridotto da +65° a +35°, per consentire una diminuzione totale dell'altezza di 28 cm, fu aggiunto il pulpito per la mitragliatrice da 12,7 mm e un portello di accesso alla trasmissione e, infine, la riserva di munizioni venne portata da 44 a 57 colpi.
Nel febbraio del 1942 i tecnici di Aberdeen applicarono queste modifiche al secondo prototipo, la cui camera di combattimento risultò differente, e lo inviarono come campione per la successiva produzione all'American Locomotive Company. Nell'aprile 1942 la versione di serie del T32 ebbe la designazione ufficiale di M7 e ne fu avviata la produzione con un primo lotto di circa 600 esemplari. L'American Locomotive ne produsse, entro la primavera del 1945, 2.814 esemplari, cui fecero seguito 500 esemplari con alcune migliorie e 176 prodotti dalla Federal Machine and Welder Co. per un totale di 3.490 carri, prima del passaggio alla versione successiva M7B1.

## La tecnica
L'American Locomotive M7 o 105 mm M7 Howitzer Motor Carriage, soprannominato dai soldati inglesi Priest (prete, per la forma a pulpito della postazione del mitragliere), era un obice semovente basato sulla meccanica del carro armato medio Detroit Arsenal M3 Lee; il suo equipaggio era di 6-8 persone: capocarro, pilota, uno-due cannonieri e tre serventi.

L'impianto propulsivo era simile a quello degli M3 ed M4, costituito da un motore di derivazione aeronautica Continental R-975C-1 Whirlwind radiale a 9 cilindri a stella di 15.947 cm³, raffreddato ad aria, da 353 hp a 2.400 giri/min.

I quattro serbatoi di benzina normale avevano la capacità complessiva di 662 litri. La trasmissione del moto ai cingoli avveniva attraverso un cambio Syncromesh a 5 marce avanti e una indietro, con due ruote dentate motrici e i caratteristici complessi di rulli in tandem dei Lee e degli Sherman, con sospensioni VVSS.

La protezione non era particolarmente pesante, con l'eccezione della parte anteriore dello scafo, dove variava tra 5 e 10,8 cm, mentre il resto del carro aveva uno spessore di 1,3 cm.
L'armamento primario di tutte le versioni dell'M7 era costituito dal ben noto obice campale M2A1 da 105 mm, in seguito ridesignato M102, con gittata di circa 11,2 km, montato su affusto a doppia coda divaricabile, la riserva di munizioni era di 69 colpi, incrementabile mediante il traino di un rimorchio a due ruote, la cadenza massima di tiro era di 8 colpi al minuto.

L'arma, montata spostata verso destra, aveva un brandeggio di 15° a sinistra e 30° a destra.
L'elevazione fu sempre motivo di problemi e andava da una depressione di -5° a un alzo massimo variato tra i 35° e i 65°.

Tuttavia, prima che fosse alzato l'affusto, quando il pezzo sparava le munizioni più potenti ad alzo massimo, poteva succedere che la culatta, nel movimento retrogrado del rinculo, andasse a sfondare il pavimento, problema poi risolto sull'M7B2.
L'armamento secondario era costituito da una mitragliatrice Colt-Browning M2HB camerate in .50 BMG montata su un pulpito con affusto ad anello, dotata di 300 colpi. Inoltre a bordo vi erano almeno una-due mitra M3 Grease Gun camerate in .45 ACP più un'altra arma dello stesso tipo o una Auto-Ordnance M1 Thompson pari calibro o una carabina M1 Carbine camerata in .30 Carbine o un fucile M1 Garand camerato in .30-06; quando vi erano tre armi calibro .45 la scorta di cartucce era di 1.620; l'equipaggio aveva anche una cassetta con 8 bombe a mano, mentre sull'M7B2 spesso disponeva di un lanciarazzi Bazooka.

## Versioni
- T32: designazione dei prototipi.
- M7: è la versione di serie prodotta nel maggior numero di esemplari. Nel corso della produzione ebbe alcune varianti che rispecchiavano il passaggio dalla meccanica dell'M3 a quella dell'M4; le sospensioni VVSS furono modificate, la parte anteriore dello scudo che era in tre pezzi divenne in un pezzo unico, le pareti del pulpito del mitragliere vennero blindate, lo scafo passò dalle lamiere imbullonate a quelle saldate; dalla fine del 1943 fu montato il motore R-975C-3 della contemporanea versione dello Sherman. Entrato in produzione nell'aprile 1942, venne dichiarato "substitute standard" (mezzo di seconda linea) nel gennaio 1945.
- M7B1: seconda versione di serie classificata standard nel settembre 1943 e substitute standard nel gennaio 1945, prodotta in 826 esemplari dallam Pressed Steel Car. Aveva un motore Ford GAA a 8 cilindri a, raffreddato ad acqua, con una potenza massima di 450 hp a 2,600giri/min. La capacità totale dei serbatoi era di 795 litri e il peso in combattimento di 22.972 kg. L'M7B1 aveva l'alzo del cannone limitato a 35° e nel corso della produzione ebbe lo scafo in acciaio dolce invece che balistico, per ridurre il costo.
- M7B2: la produzione dell'M7B1 cessò nel luglio 1945. Furono costruiti 3.314 esemplari dalla Alco, 826 dalla Pressed Steel e 303 dalla Federal; di questi ultimi 127 erano M7B1, una trasformazione di altrettanti M7B1 fatta durante la Guerra di Corea. L'affusto dell'obice era rialzato di 56 cm, per consentireil fuoco con alzo massimo di 65° senza problemi, la dotazione di colpi era aumentata a 73; l'innalzamento dell'obice, inoltre, comportava la presenza di un pulpito a sua volta più alto, per mantenere i 360° di brandeggio della mitragliatrice. I 127 esemplari prodotti, dopo la radiazione dall'US Army, sono stati tutti ceduti all'esercito tedesco.
- Kangaroo o Priest Kangaroo: era la trasformazione effettuata tra l'ottobre 1944 e l'aprile 1945 di 102 M7, resi idonei a trasportare due uomini d'equipaggio più un massimo di 20 soldati. La modifica venne effettuata dopo che il British Army ebbe ricevuto una dotazione adeguata di Sexton.
- Priest OP: in Africa Settentrionale alcuni Priest vennero privati del cannone e dotati di apparati radio supplementari per l'impiego quali Observation Post, postazioni mobili protette per la direzione del tiro dell'artiglieria.
- T51: a seguito della richiesta da parte della British Purchasing Commission di 5.000 semoventi con cannone Ordnance QF 25-pounder. Mk. II da 87,6 mm nel giugno del 1942 il secondo prototipo venne modificato come 25-pdr. T51 Gun Motor Carriage, e i suoi collaudi si protrassero fino al 1943.Il British Army, però, preferì il 25-pdr. Ram Carrier che poi divenne Sexton.
- Sexton: lo scafo del carro Ram, versione canadese dell'M4 Sherman, venne adattato dalla Montreal Locomotive, tra il 1943 e il 1945, all'installazione di un cannone campale Ordnance QF 25-pounder Mk. II da 87,6 mm con 87 colpi; il mezzo, molto simile al Priest, fu chiamato Sexton (sagrestano). Privo del caratteristico pulpito, dal 147º esemplare era armato con due mitragliatrici leggere Bren (mitragliatrice) in .303 British con 1.500 colpi e, opzionale, una Browning M2HB in .50 BMG; meccanica e prestazioni erano anch'esse simili a quelle dell'M7. Nel 1943 ne vennero costruiti 424 e successivamente, fino alla fine del conflitto, altri 1,726, per un totale di 2.150.
- Sexton GPO: alla fine del 1943 in ogni batteria fu inserito un veicolo comando Sexton GPO, privo del cannone e con gli accessori idonei al suo compito.

## L'impiego
L'obice semovente M7 era esattamente ciò che diceva il suo nome; a differenza di altri veicoli da combattimento sviluppati altrove, era un pezzo d'artiglieria campale semovente e, anche se disponeva di munizionamento HEAT anticarro, il suo ruolo principale era il tiro indiretto.

Il Priest era un mezzo piuttosto pesante, così come pesante era il suo obice, ma la meccanica aveva una buona affidabilità e la mobilità su strada era uguale a quella delle colonne corazzate. L'unico inconveniente era la necessità di sistemare il mezzo su una posizione inclinata per ovviare all'alzo limitato a 35°, se non si voleva correre il rischio di deformare il pavimento, che non coincideva con quello ideale per ottenere la gittata massima. Questo problema venne risolto definitivamente solo con l'M7B2.

L'M7 ebbe il battesimo del fuoco in Africa Settentrionale nel settembre 1942, quando l'8ª Armata inglese ottenne 90 M7 che presero parte alla Seconda battaglia di El Alamein: durante questa campagna il mezzo fu soprannominato Priest, che finì per diventare nome semiufficiale anche negli USA.
Fu utilizzato anche in Marocco durante l’operazione Torch per bombardare i fortini del Governo di Vichy. In seguito operò su tutto il teatro europeo, sia con le forze statunitensi sia con quelle del Commonwealth. Il mezzo venne utilizzato anche dai Marines nel Pacifico, in particolare a Okinawa, e servì anche come veicolo da trasporto truppe: con la rimozione dell'obice poteva imbarcare fino a 13 soldati.

### Dopoguerra
Nel Dopoguerra gli M7 furono distribuiti alle forze amiche ed ebbero una carriera piuttosto lunga; per esempio, il Pakistan li impiegò nelle campagne contro l'India del 1965 e del 1971, mentre Israele ne fece uso nella Guerra dei Sei Giorni del 1967 e, limitatamente, in quella del Kippur nel 1973. Gli M7, come i Sexton, prestarono servizio a lungo anche in Italia, a cui fu sostituito il Ordnance QF 25-pounder da un pezzo da 105 mm di origine tedesca; all'inizio degli anni settanta ce n'erano ancora, in servizio in alcuni reparti addestrativi dell'Esercito Italiano.
Immagini di M7 Priest dell'Esercito Italiano

Esercitazione di tiro di batteria
M7 della Divisione "Ariete"